# Sympiesomorpha
Sympiesomorpha is een geslacht van vliesvleugeligen uit de familie Eulophidae. De wetenschappelijke naam van dit geslacht is voor het eerst geldig gepubliceerd in 1904 door Ashmead.

## Soorten
Het geslacht Sympiesomorpha omvat de volgende soorten:
- Sympiesomorpha brasiliensis Ashmead, 1904
- Sympiesomorpha modesta Masi, 1917
- Sympiesomorpha norfolcensis Dodd, 1924
- Sympiesomorpha ornata Masi, 1917
- Sympiesomorpha pulchella Masi, 1917